# Babiana
Babiana är ett släkte av irisväxter. Babiana ingår i familjen irisväxter.
Delar av växten användes i södra Afrika som föda för babianer och andra primater. Så fick släktet sitt vetenskapliga namn.
Arterna har en rotknöl, långa blad med parallella kanter över största delen av längden och blommor med en intensiv lukt. Blommans färg är oftast blå eller violett. Arterna Babiana stricta, Babiana rubrocyanea och Babiana plicata säljs ofta som prydnadsväxter.

## Bildgalleri

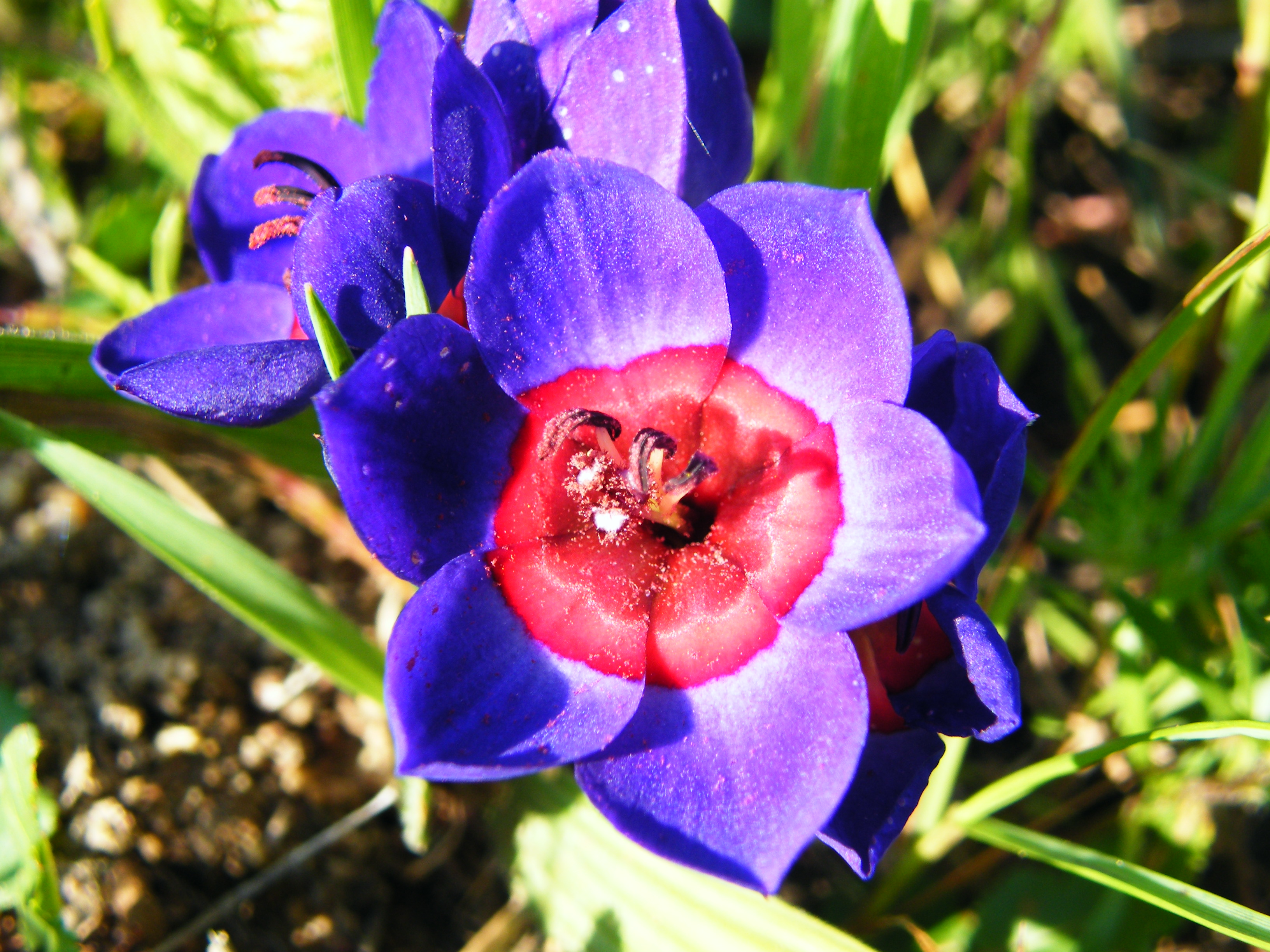
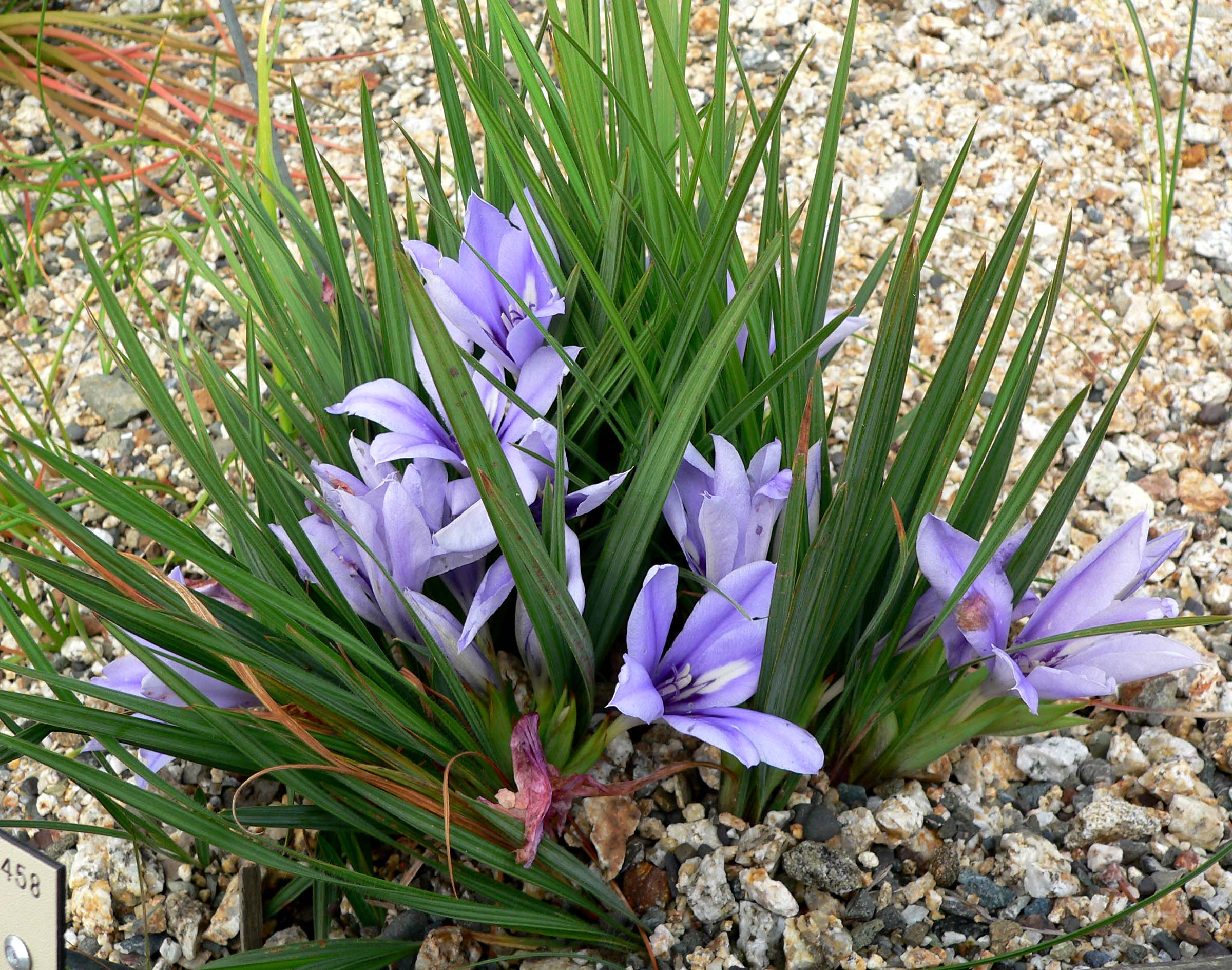
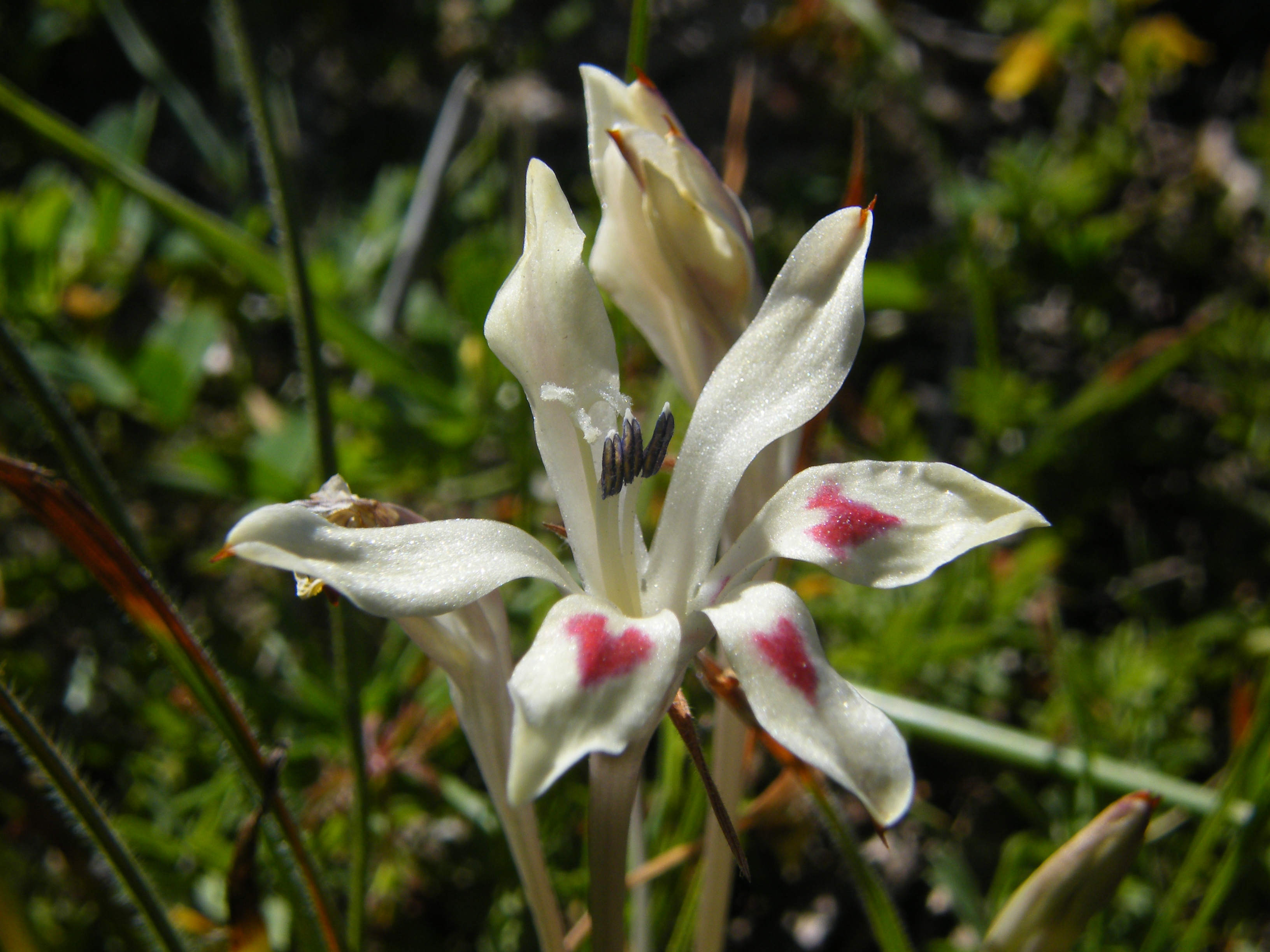
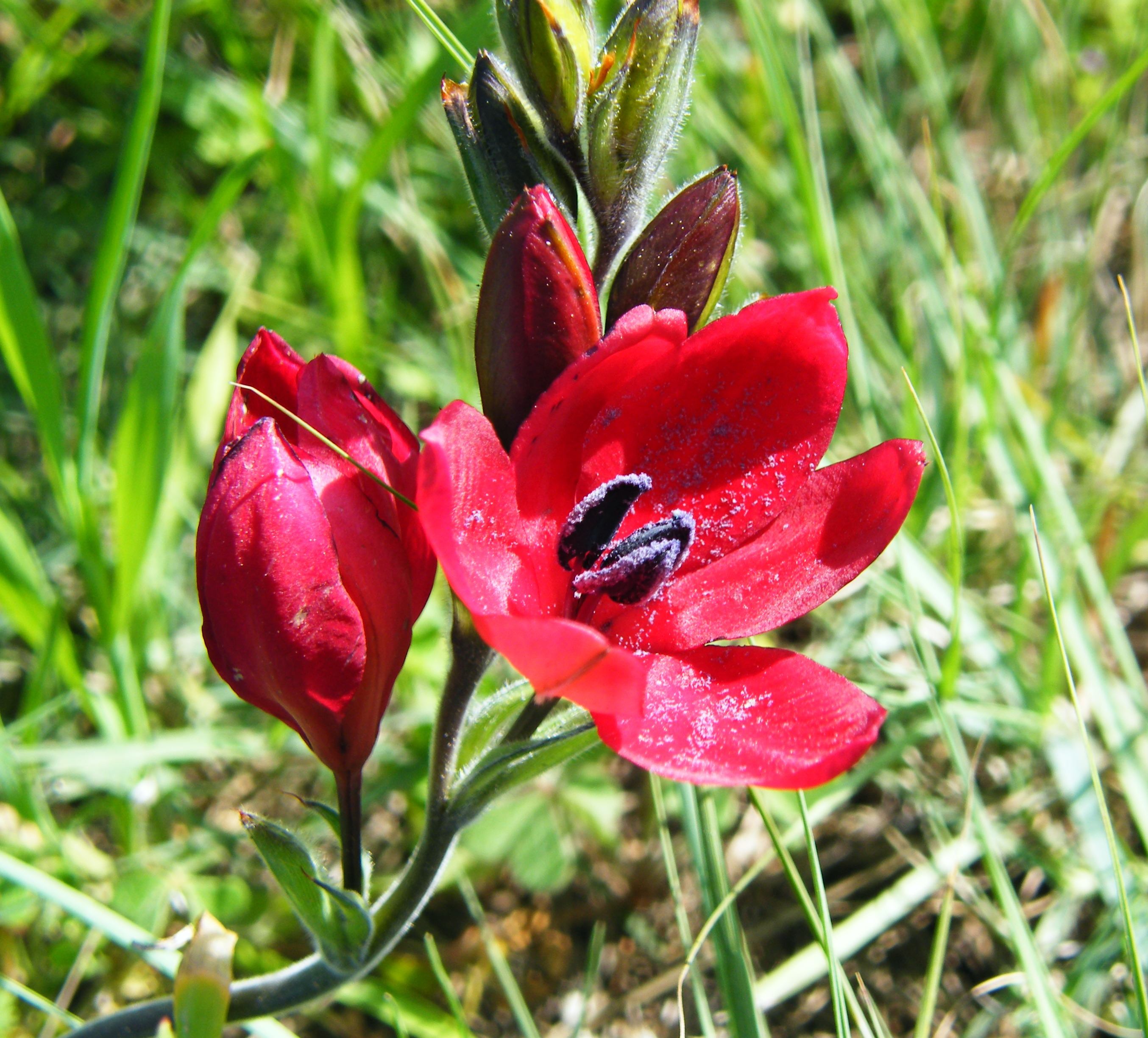
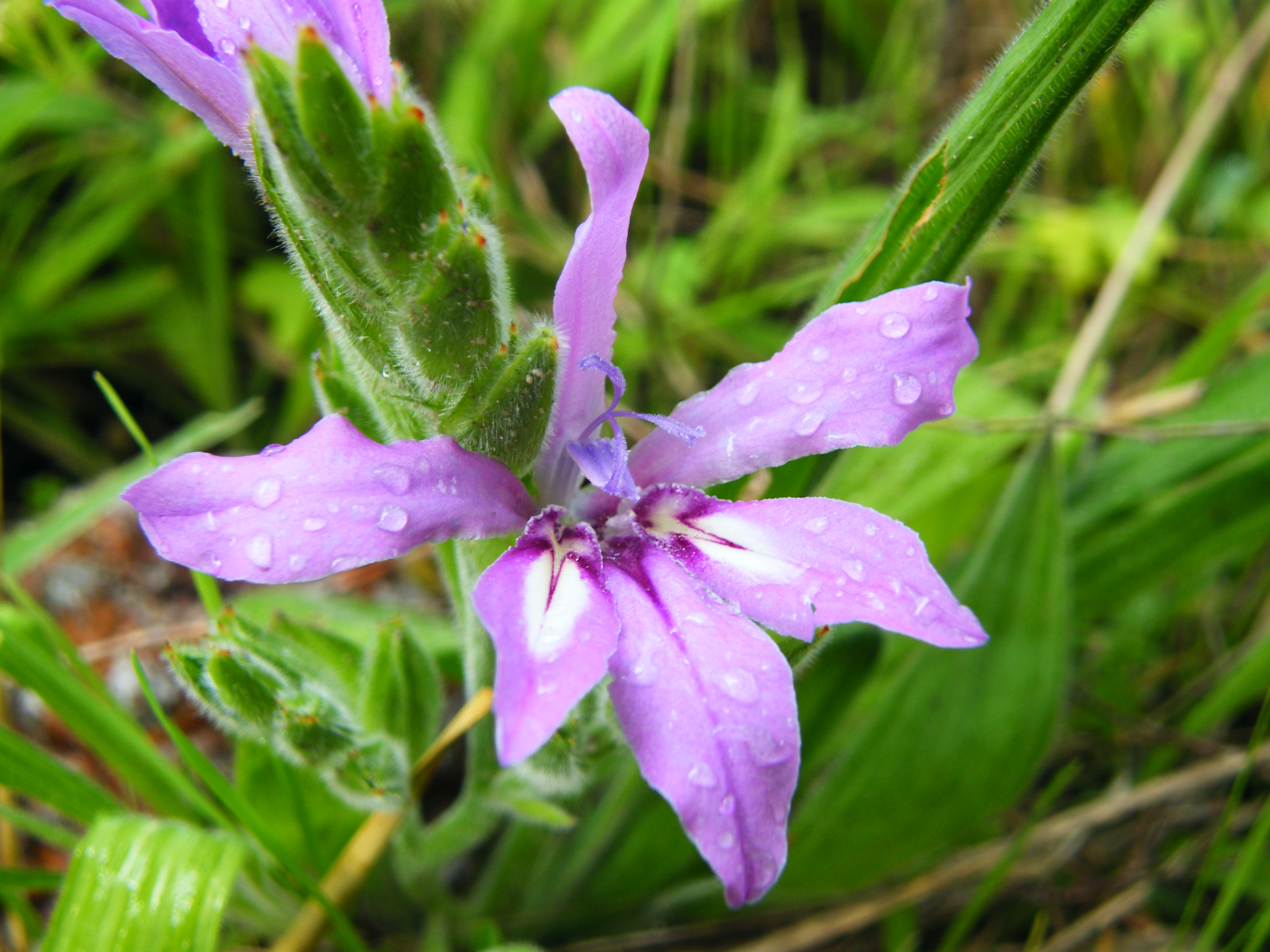
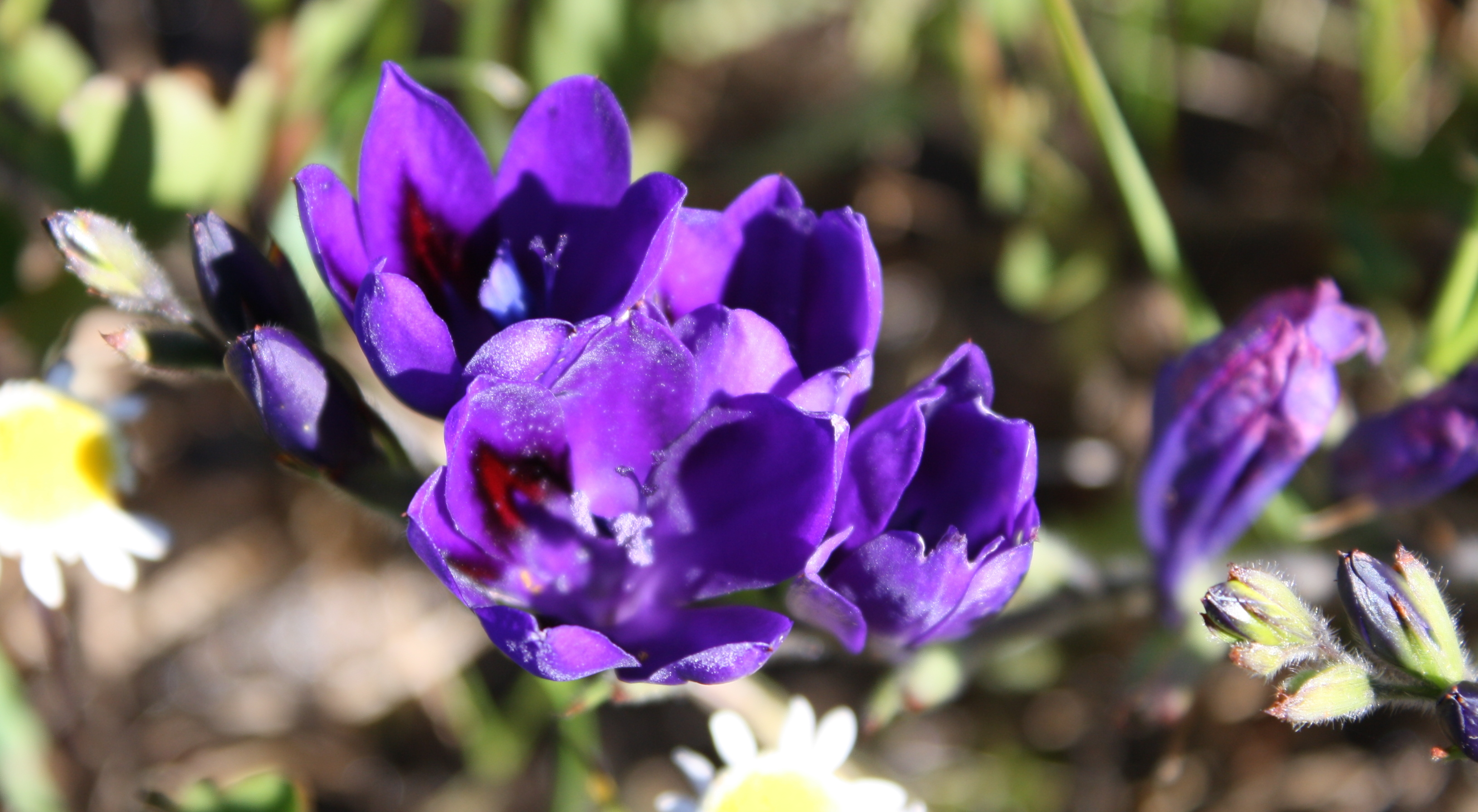

## Dottertaxa tillBabiana, i alfabetisk ordning[1]
- Babiana ambigua
- Babiana angustifolia
- Babiana arenicola
- Babiana attenuata
- Babiana auriculata
- Babiana bainesii
- Babiana blanda
- Babiana brachystachys
- Babiana carminea
- Babiana cedarbergensis
- Babiana cinnamomea
- Babiana confusa
- Babiana crispa
- Babiana cuneata
- Babiana curviscapa
- Babiana dregei
- Babiana ecklonii
- Babiana engysiphon
- Babiana fimbriata
- Babiana flabellifolia
- Babiana foliosa
- Babiana fourcadei
- Babiana fragrans
- Babiana framesii
- Babiana gariepensis
- Babiana geniculata
- Babiana grandiflora
- Babiana hirsuta
- Babiana horizontalis
- Babiana hypogea
- Babiana inclinata
- Babiana karooica
- Babiana lanata
- Babiana lapeirousioides
- Babiana lata
- Babiana latifolia
- Babiana leipoldtii
- Babiana lewisiana
- Babiana lineolata
- Babiana lobata
- Babiana longicollis
- Babiana melanops
- Babiana minuta
- Babiana montana
- Babiana mucronata
- Babiana namaquensis
- Babiana nana
- Babiana noctiflora
- Babiana odorata
- Babiana papyracea
- Babiana patersoniae
- Babiana patula
- Babiana pauciflora
- Babiana petiolata
- Babiana pilosa
- Babiana planifolia
- Babiana praemorsa
- Babiana pubescens
- Babiana purpurea
- Babiana pygmaea
- Babiana radiata
- Babiana regia
- Babiana rigidifolia
- Babiana ringens
- Babiana rubella
- Babiana rubrocyanea
- Babiana salteri
- Babiana sambucina
- Babiana scabrifolia
- Babiana scariosa
- Babiana secunda
- Babiana sinuata
- Babiana spathacea
- Babiana spiralis
- Babiana stenomera
- Babiana striata
- Babiana stricta
- Babiana symmetrantha
- Babiana tanquana
- Babiana torta
- Babiana toximontana
- Babiana tritonioides
- Babiana tubaeformis
- Babiana tubiflora
- Babiana tubulosa
- Babiana unguiculata
- Babiana vanzijliae
- Babiana villosa
- Babiana villosula
- Babiana virescens
- Babiana virginea